# La Arena (Chitré)
La Arena è un comune (corregimiento) della Repubblica di Panama situato nel distretto di Chitré, provincia di Herrera. Si estende su una superficie di 29 km² e conta una popolazione di 7.586 abitanti (censimento 2010).